# Мохтар Наїлі
Мохтар Наїлі (араб. المختار النايلي, фр. Mokhtar Naili, нар. 3 вересня 1953, Туніс) — туніський футболіст, що грав на позиції воротаря.
Виступав за клуб «Клуб Африкен», а також національну збірну Тунісу.

## Клубна кар'єра
У дорослому футболі дебютував 1969 року виступами за команду «Клуб Африкен», кольори якої і захищав протягом усієї своєї кар'єри гравця, що тривала цілих п'ятнадцять років. З клубом по чотири рази вигравав чемпіонат та Кубок Тунісу, а також одного разу національний суперкубок.

## Виступи за збірну
1978 року дебютував в офіційних матчах у складі національної збірної Тунісу.
У складі збірної був учасником чемпіонату світу 1978 року в Аргентині, де через травму першого воротаря Садока Сассі зіграв у всіх трьох матчах групового етапу зі збірною ФРН, Польщі та Мексики. Також зі збірною брав участь у Кубках африканських націй 1978 та 1982 років.

## Титули і досягнення
- Чемпіон Тунісу (4):

«Клуб Африкен»: 1972/73, 1973/74, 1978/79, 1979/80
- Володар Кубка Тунісу (4):

«Клуб Африкен»: 1970/71, 1971/72, 1972/73, 1975/76
- Володар Суперкубка Тунісу (1):

«Клуб Африкен»: 1979